# Vraignes-lès-Hornoy
Vraignes-lès-Hornoy là một xã ở tỉnh Somme, vùng Hauts-de-France, Pháp.
Thị trấn này có cự ly khoảng 16 dặm Anh về phía tây nam của Amiens, trên đường D51

## Dân số
| 1962                                                  | 1968 | 1975 | 1982 | 1990 | 1999 |
| ----------------------------------------------------- | ---- | ---- | ---- | ---- | ---- |
| 106                                                   | 111  | 96   | 92   | 87   | 82   |
| Số liệu dân số từ năm 1962, dân số không tính hai lần |      |      |      |      |      |